# Chiralità inerente
In chimica, l'espressione chiralmente inerente è usata per raggruppare tutte quelle molecole o tutti quei complessi nei quali la mancanza di simmetria non è originata da elementi stereogenici puntuali o assiali, ma è piuttosto la conseguenza della presenza nella struttura di curvature che sono prive di assi di simmetria in qualsiasi rappresentazione bidimensionale. Il termine inerente va considerata più come un'etichettatura che non racchiude il senso completo della classe, ma semplicemente serve per rimarcare una caratteristica comune della chiralità di questa classe di composti, e cioè la sua origine da curvature molecolari .
L'espressione chiralmente inerente fu per la prima volta usata da Boehmer per indicare i calixareni con schema di sostituzione XXYZ o WXYZ sul bordo superiore, ed è stata estesa in seguito ai fullereni con struttura molecolare chirale, come il C76, C78, e C84, complessi uranil-salofenici non simmetrici e basi di Schiff protonate di 11-cis-retinale, il cromoforo della rodopsina.